# Sears Holdings Corporation
Sears Holdings Corporation é uma empresa multinacional de varejo dos Estados Unidos, sediada em Hoffman Estates, no estado de Illinois. É a empresa controladora das redes Sears e Kmart e foi fundada em 2005 após a aquisição do Kmart pela Sears por US$ 11 bilhões.